# Льок-Йоль (притока Мартюра)
Льок-Йоль або Льокйо́ль (рос. Лёк-Ёль, Лёкъёль) — річка в Республіці Комі, Росія, права притока річки Мартюр, лівої притоки річки Ілич, правої притоки річки Печора. Протікає територією Троїцько-Печорського району.
Річка протікає на захід, південний захід, захід, південний захід та північний захід.
Притоки:
- ліва — без назви (довжина 11 км[1])